# Mayerling (balletto)
Mayerling è un balletto coreografato da Kenneth MacMillan su musica di Franz Liszt, basato sulla vita del principe ereditario Rodolfo d'Asburgo-Lorena. Il balletto venne eseguito per la prima volta dal Royal Ballet di Londra nel 1978 con David Wall nel ruolo del protagonista.

## Trama

### Atto I
Scena 1 - La sala da ballo del palazzo di Hofburg, Vienna
Dopo un prologo al cimitero di Heiligenkreuz, il balletto si apre con una celebrazione del matrimonio del principe ereditario Rodolfo con Stefania del Belgio. Durante il ballo Rodolfo flirta spudoratamente con la cognata, Luisa Maria del Belgio, offendendo così sia la moglie che i genitori, l'Imperatore Francesco Giuseppe ed Elisabetta di Baviera. Rodolfo vede anche una sua ex amante, la contessa Maria Luisa Larisch-Wallersee, e la baronessa Vetsera, che gli presenta la figlia diciassettenne, Maria Vetsera. Quattro amici di Rodolfo intanto discutono la causa separatista, mentre la contessa Larisch prova a riaccedere la vecchia fiamma con il principe. I due vengono scoperti dall'imperatore, che impone al figlio di tornare dalla moglie.
Scena 2 - Gli appartamenti dell'Imperatrice a Hofburg
Ritiraratasi nelle sue stanze dopo il ballo, l'imperatrice Elisabetta è da sola con le sue dame da compagnia. Rodolfo visita la madre mentre si accinge a consumare la sua prima notte di nozze: il giovane è infelice perché è stato costretto a sposarsi. Il principe vorrebbe un po' d'affetto dalla madre, che però lo respinge.
Scena 3 - Gli appartamenti di Rodolfo a Hofburg
La principessa Stefania si sta preparando per la sua prima notte di nozze, ma i suoi preparativi sono interrotti dall'arrivo del marito, che la minaccia con una pistola prima di portarla a letto.

### Atto II
Scena 1 - Una taverna malfamata
Rodolfo e Stefania entrano in una taverna malfamata travestiti per non farsi riconoscere. La coppia è accompagnata dal loro autista, Bratfisch, che cerca di sollevare il morale della principessa. L'attenzione di Rodolfo viene catturata dalle prostitute e Stefania, disgustata, lascia la locanda. Rodolfo allora si dedica ai suoi amici ungheresi e alla sua amante regolare, la cortigiana Mizzi Kaspar. La polizia irrompe nella taverna e arresta molte persone, ma Rodolfo, l'amante e gli amici riescono a nascondersi. Rodolfo è molto depresso e propone a Mitzi un patto suicida, ma la donna rifiuta. Il primo ministro Eduard Taaffe entra nella taverna per recuperare il principe ereditario e Mitzi gli rivela dove si nasconde Rodolfo. Il ministro e la cortigiana escono insieme.
Scena 2 - Fuori dalla taverna
La contessa Larisch, la chaperone di Maria Vetsera, presenta a Rodolfo la sua pupilla mentre il principe lascia la taverna.
Scena 3 - La casa dei Vetsera
La contessa Larisch visita la Baronessa Vetsera e le due scoprono Maria intenta a fissare un ritratto di Rodolfo. La contessa Larisch predice il futuro della fanciulla con le carte e le rivela che il suo sogno romantico si avvererà. Maria allora dà alla contessa una lettera da consegnare a Rodolfo da parte sua.
Scena 4 - Il palazzo di Hofburg
Durante i festeggiamenti per il compleanno dell'imperatore il conte Taaffe confronta Rodolfo su un libello politico che sostiene la causa ungherese. Il colonnello Bay Middleton fa uno scherzo al conte e gli offre un sigaro falso, una burla che Rodolfo trova esilarante. Cala l'imbarazzo tra i presenti quando l'imperatrice dona al marito un ritratto della sua amante, Katharina Schratt. Uno spettacolo pirotecnico spezza la tensione e tutti corrono sulla terrazza per godersi i fuochi d'artificio, con l'eccezione dell'imperatrice e del colonnello Middleton. Rodolfo nota l'affiatamento tra la madre e il colonnello, si ingelosisce e si incupisce. La contessa Larisch mostra a Rodolfo la lettera di Maria, provocandolo. 
Scena 5 - Gli appartamenti di Rodolfo a Hofburg
Maria e Rodolfo si incontrano da soli per la prima volta.

### Atto III
Scena 1  - La tenuta reale di caccia in campagna
Durante una battuta di caccia Rodolfo comincia a sparare all'impazzata, uccidendo un membro della corte e mancando il padre per un pelo.
Scena 2 - Gli appartamenti di Rodolfo a Hofburg
L'imperatrice scopre la contessa Larisch da sola con il figlio e la congeda bruscamente, prima di confrontare Rodolfo sulle sue amanti. Maria aspetta in corridorio e quando l'imperatrice lascia la stanza la giovane entra per vedere il principe. Rodolfo le propone di suicidarsi con lui.
Scena 3 - Castello di Mayerling
Rodolfo si intrattiene con il conte Hoyos e il Filippo di Sassonia-Coburgo-Koháry, mentre il valletto Loschek serve loro da bere. Il principe chiede loro di andarsene adducendo una scusa e Bratsich fa entrare Maria. In un crescendo di frenesia, Rolfo fa l'amore con Maria, si inietta della morfina per calmarsi e poi abbraccia l'amante per l'ultima volta. Rodolfo le spara e Loschek, Hoyos e Filippo provano a rientrare nella stanza dopo aver sendito lo sparo. Ma Rodolfo li rassicura e li manda via. Rimasto solo, Rodolfo si suicida e gli amici irrompono ancora una volta nella stanza e si disperano sul corpo senza vita del principe ereditario.

## Cast originale
- Rodolfo d'Asburgo-Lorena: David Wall
- Maria Vetsera: Lynn Seymour
- Stefania del Belgio: Wendy Ellis
- Francesco Giuseppe I d'Austria: Michael Somes
- Elisabetta di Baviera: Georgina Parkinson
- Maria Luisa Larisch-Wallersee: Merle Park